# Battaglia di Rincón de Valladares
La battaglia di Rincón de Valladares fu uno scontro armato avvenuto il 6 luglio 1827 nell'ambito delle guerre civili argentine tra l'esercito federale di Juan Facundo Quiroga, capo militare della provincia di La Rioja, e l'esercito unitario di Gregorio Aráoz de Lamadrid, governatore della provincia di Tucumán.
La battaglia si tenne all'interno del territorio di Tucumán e si concluse con la vittoria di Quiroga, mentre Lamadrid, sconfitto, fu deposto dalla carica e dovette riparare in Bolivia.

## Antefatti
Dopo aver sconfitto Lamadrid nella battaglia di El Tala, Juan Facundo Quiroga aveva occupato Tucumán, abbandonandola però poco dopo a causa dell'arrivo di un contingente di 2 500 uomini mandati dal governatore di Salta Juan Antonio Álvarez de Arenales e guidato dal colonnello Francisco Bedoya. Dopo aver riposto in carica Lamadrid, Bedoya invase la provincia di Santiago del Estero per deporre il governatore federale Juan Felipe Ibarra; quest'ultimo si ritirò lasciando dietro sé terra bruciata, e costringendo l'esercito invasore a tornare a Tucumán ridotto nel numero per le perdite e le diserzioni.
Mentre Lamadrid veniva incaricato dal presidente Rivadavia di sottomettere le province ribelli di Santiago del Estero e di Córdoba, a Salta una rivolta deponeva Arenales e costringeva una divisione di 190 soldati colombiani a riparare a Tucumán, dove il governatore poteva disporre delle risorse economiche fornite da Buenos Aires. Con questi rinforzi, Lamadrid invase Santiago del Estero, dove i soldati colombiani si abbandonarono al saccheggio, depose Ibarra e lo sostituì con un elemento unitario.

## La battaglia
Le azioni di Lamadrid provocarono la reazione di Quiroga, che invase la provincia di Tucumán con l'appoggio di Ibarra. Il 6 luglio 1827 i due eserciti si scontrarono poco lontano da San Miguel de Tucumán. Dopo aver fatto intervenire l'artiglieria Lamadrid ordinò al corpo colombiano del colonnello Matute di caricare la sinistra dello schieramento nemico, occupato dalla cavalleria di Ibarra, senza però impegnarsi con tutti i suoi uomini nell'eventuale inseguimento; l'ordine fu disatteso dal comandante colombiano, che si impegnò a perseguire il nemico in ritirata. Il fianco sinistro dell'esercito unitario fu così sopraffatto dall'attacco di Quiroga, intervenuto con la sua cavalleria e con la riserva.

## Conseguenze
Dopo la sconfitta, Lamadrid dovette riparare in Bolivia. La sconfitta degli unitarios spinse Rivadavia a cercare una pace frettolosa per porre termine alla guerra argentino-brasiliana e riportare così l'esercito nazionale a Buenos Aires; le reazioni negative seguite al trattato portarono infine alla caduta del presidente dell'Argentina.